# Миранда, Роберто
Роберто Лопес де Миранда (порт.-браз. Roberto Lopes de Miranda; род. 31 июля 1943, Сан-Гонсалу, штат Рио-де-Жанейро) — бразильский футболист, нападающий. чемпион мира 1970 года. Лучший бомбардир в истории клуба «Ботафого» — 154 гола.

## Карьера
Роберто Миранда начал карьеру в возрасте 14-ти лет в клубе «Нитерой», цвета которого также защищал его отец, игравший на позиции вратаря. Затем он играл за молодёжный состав «Флуминенсе». Свою профессиональную карьеру Миранда начал в клубе «Ботафого», дебютировав в составе команды 22 июля 1962 года в матче чемпионата штата Рио-де-Жанейро с клубом «Олария», завершившийся вничью 2:2. Миранда выступал за этот клуб на протяжении 9 лет, сыграв в 352 матчах и забив 154 гола.
В 1971 году он перешёл во «Фламенго», по приглашению главного тренера клуба, Доривала Устрича. Он дебютировал в составе команды 7 марта 1971 года в матче с «Коринтиансом», обыгранном со счётом 3:1. В следующей игре, 11 марта, с «Мадурейрой», Миранда забил первый мяч за клуб. Всего за клуб Миранда провёл 11 матчей и забил 3 гола. Более двух лет он не выступал из-за тяжёлой травмы.
В 1973 году Миранда перешёл в «Коринтианс», однако в этом клубе его выступлениям помешали травмы, а также то, что Миранда, всю карьеру игравший центрфорварда, был переведён на правый фланг нападения. Он завершил карьеру в 1976 году в клубе «Америка».
В состав сборной Миранда впервые был вызван в состав олимпийской команды, готовящейся к Олимпиаде 1964. Его дебют состоялся 7 июня 1964 года в матче с Перу на предолимпийском турнире. Всего за олимпийскую команду Миранда провёл 5 матчей и забил 3 гола, из них 3 игры и 2 гола на Олимпиаде. В составе первой команды Миранда дебютировал 19 сентября 1967 года в матчем с Чили, в котором бразильцы победили 1:0. В 1970 году он поехал на чемпионат мира, где сыграл 2 игры. Всего за сборную он провёл 15 матчей и забил 7 голов.
Сейчас Роберто Миранда работает служащим в государственном магазине по продаже лекарств малообеспеченным людям в Нитерое.

## Достижения
- Чемпион турнира Рио-Сан Паулу: 1964, 1966
- Обладатель Кубка Гуанабара: 1967, 1968
- Чемпион штат Рио-де-Жанейро: 1967, 1968
- Обладатель Кубка Бразилии: 1968
- Чемпион мира: 1970